# Jumièges-i Róbert
Jumièges-i Róbert (magyarul kiejtése [zsümiezsi], angolul: Robert of Jumièges, más néven Robert Chambert vagy Robert Champart), (meghalt 1052 és 1055 között) Canterbury első normann érseke a 11. században.
Kezdetben a Franciaországban fekvő roueni Szent Ouen-apátság perjele volt, majd 1037-ben a Rouen melletti jumièges-i apátság apátja lett. Hitvalló Eduárd angol király jó barátja és tanácsadója volt, aki 1044-ben kinevezte London püspökévé, majd 1051-ben érsekévé. Róbert csak nagyjából 18 hónapig töltötte be a posztot. Már ezt megelőzően konfliktusba került a nagyhatalmú Wessexi Godwin gróffal, és érseksége alatt a figyelmet a családjától Godwinhoz és családjához került földek visszaszerzésére összpontosította. Meg is tagadta Spearhafocnak, London püspöki székében az ő utódjának kinézett jelöltnek a felszentelését. A jelölt Eduárd választottja volt. Godwin és Róbert viszonya annyira elmérgesedett, hogy 1052-ben Róbertet eltávolították hivatalából és száműzték.
Egy középkori normann krónikaíró írásai szerint Róbert 1051-ben vagy 1052-ben Normandiába ment, és elmondta Vilmos hercegnek, a későbbi angol királynak, hogy Eduárd őt szeretné örökösévé tenni. Az utazás biztos időpontja, és ennek megtörténte a valóságban a történészek között még vita tárgyát képezi. Az érsek száműzetésben Jumièges-ben halt meg valamikor 1052 és 1055 között. Róbert Jumièges-ben jelentős építészeti munkálatokban segédkezett, és lehet, hogy részese volt az első angliai román stílusú épület, a Hitvalló Eduárd tulajdonában lévő Westminster területén, a mai westminsteri apátság helyén állt templom felépítésében is. Róbert eltávolítása volt Vilmos hódítóútjának egyik oka.

## Élete Normandiában
Róbert először Szent Ouen roueni templomának a perjele, majd a fontosabbnak számító jumièges-i apátság apátja volt 1037-ben. Jumièges apátságát I. Vilmos normandiai herceg idején alapították újra 940 körül, így szoros kapcsolatok fűzték az apátságot a hercegi családhoz, és a hercegi kormányzatban és az egyház megreformálásában is szerepet játszott. Róbert másik neve, a „Champart” vagy „Chambert” valószínűleg a champart nevű francia adóból származik, amit a földesúrnak szolgáltattak terményadóként és bérleti díjként. Azt leszámítva, hogy az előző jumièges-i apát Róbert rokona volt, családjáról semmi információ nem maradt fenn. Apátsága idején Róbert elkezdte az új apátsági templom építtetését román stílusban.
Róbert baráti viszonyba került Hitvalló Eduárddal, az angol trón egyik várományosával, amikor – valószínűleg az 1030-as években – Eduárd Normandiában élt száműzetésben. Eduárd Gügye Ethelred angol király fia volt, azonban a trónon nem ő, hanem először Vasbordájú Edmund, majd ugyanabban az évben, 1016-ban Kanut követte. Ezután Kanut elvette Ethelred özvegyét, Eduárd anyját, Normandiai Emmát, akitől fia, Hardeknut született. Biztonságuk érdekében Eduárdot és testvérét, Alfredot Emma normandiai rokonaihoz küldték el. Kanut 1035-ös halálát követően első feleségétől született idősebb fia, Nyúllábú Harald követte a trónon. Harald 1040-es halála után rövid ideig Hardeknut követte, de mivel sem Haraldnak, sem Hardeknutnak nem született trónörököse, a trónt Hardeknut 1042-es halála után Eduárdnak ajánlották fel. Vannak olyan információk, melyek szerint Eduárd száműzetése alatt valamennyi időt Jumièges környékén töltött, de onnan is lehet erre következtetni, hogy királlyá koronázását követően adományokat küldött az apátságnak.

## Püspök és érsek

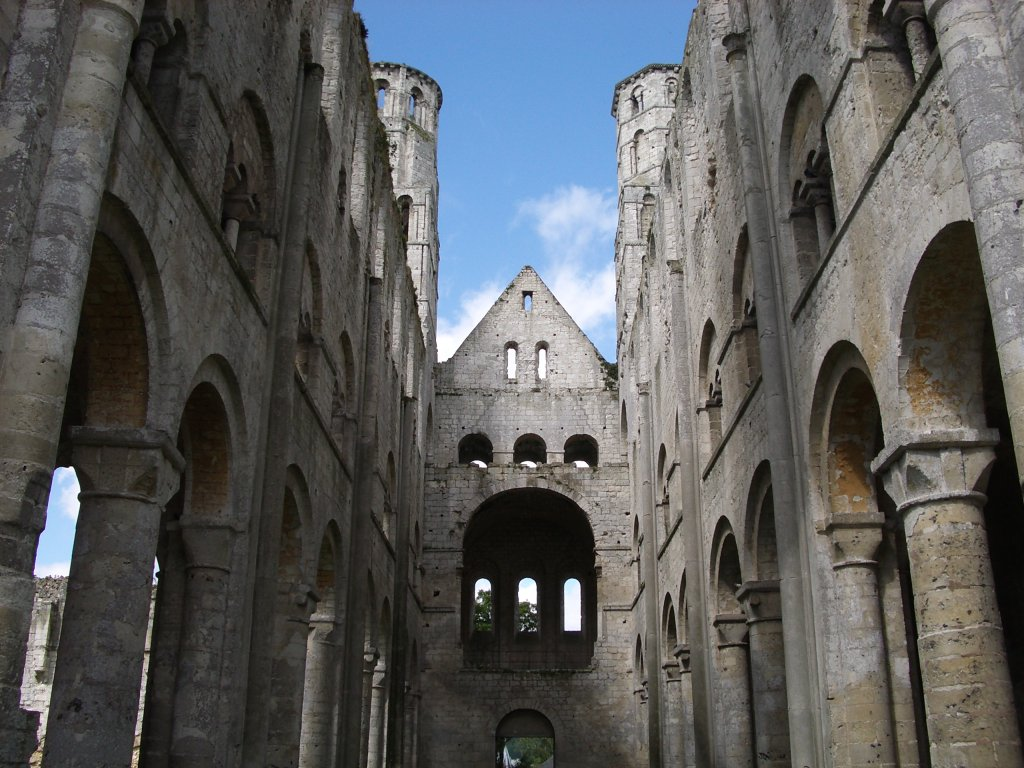
A jumièges-i apátság romjai belülről, a főhajóból nyugat felé nézve

Róbert 1042-ben Hitvalló Eduárd kérésére elkísérte őt Angliába, akit azért hívtak vissza, hogy Hardeknut halála után királlyá koronázhassák. Eduárdnak köszönhetően Róbertet 1044 augusztusában az uralkodása alatt elsőként megüresedett székek egyikébe, London püspökévé nevezték ki. Róbert a király közelében maradt, és a Godwin gróf ellen összegyűlt párt vezetője lett. Godwin azon munkálkodott, hogy kiterjessze családja befolyását, amely már ekkor is nagy területre terjedt ki. Lánya Eduárd felesége volt, és két fia is grófi rangra emelkedett. Az Eduárd életét feldicsérő hagiografikus életrajz, a Life of Saint Edward azt állítja, hogy Róbert „mindig a király legbefolyásosabb bizalmi tanácsadója volt". A jelek szerint Róbert normandiai közeli rokonait és hercegét is pártfogolta. Maga Eduárd is a hercegség területén nőtt fel, és Angliába történt visszatérését megelőzően 25 évet töltött el itt. Számos normandiait vitt magával Angliába, és úgy tűnik, hogy sok időt töltött társaságukban.
Amikor Edsige canterburyi érsek 1050-ben meghalt, a hivatalt öt hónapig senki sem töltötte be. A székesegyház káptalanja Ethelricet, egy canterburyi szerzetest, Godwin rokonát választotta, de a döntést hatálytalanították, amikor a következő évben Eduárd Róbertet nevezte ki Canterbury székébe. Bár a canterburyi szerzetesek ezt ellenezték, a király nem változtatta meg döntését. Róbert a palliumért Rómába ment, majd visszatért Angliába, ahol 1051. június 29-én ünnepélyes keretek között érsekké avatták. Több egyházi normann krónika is azt állítja, hogy ez alatt az út alatt meglátogatta Normandiát, s ekkor tájékoztatta Vilmos herceget, a későbbi Hódító Vilmost, hogy az utód nélkül maradt Eduárd király őt akarja kijelölni trónörökösnek. Ezek a krónikák azt is írják, hogy ugyanazon az 1051-ben tartott királyi tanácson határoztak Vilmos trónörökössé nyilvánításáról, mint Róbert felszenteltetéséről.
Rómából történt visszaérkezését követően Róbert megtagadta Spearhafocnak London püspökévé történő felszentelését, aki az abingdoni apátság apátja és a király aranyművese volt. Azt állította, hogy IX. Leó pápa tiltotta meg a felszentelést. Majdnem bizonyos, hogy ennek oka a szimónia, az egyházi pozíciók vásárlása volt, mivel Leó nem sokkal ezt megelőzően adott ki egy ezeket elítélő nyilatkozatot. Spearhafoc kinevezésének megtagadásával Róbert saját érdekeit követhette, háttérbe szorítva mind a király, mind Godwin kívánságát, mivel már kinézte saját, normann származású jelöltjét. Végül Spearfacok helyett a Róbert támogatását élvező Normann Vilmos lett London püspöke. Róbert arra is felfigyelt, hogy több, Canterbury területéhez tartozó föld Godwin kezébe került, azonban sikertelenül próbálkozott ezeknek a területeknek a visszaszerzésével a megyei bíróságnál. Canterbury Edsige érseksége alatt több bevételi forrást elveszített, melyek Godwin fennhatósága alá kerültek. Ezeket Róbert sikertelenül próbálta meg visszaszerezni. Ezek az egyházi ingatlanok és bevételek körül kialakult nézeteltérések vezettek a Róbert és Godwin között kialakult viszályhoz. A vitatott ügyeket az 1051 szeptemberében Gloucesterben tartott tanácskozás elé vitték, ahol Róbert Eduárd király meggyilkolására irányuló összeesküvéssel vádolta meg Godwin bárót. Godwint és családját száműzték. Ezek után Róbert magának követelte Kent seriffi hivatalát arra hivatkozva, hogy érsekként elődje, Edsige is betöltötte ezt.
Bár Róbert megtagadta Spearhafoc felszentelését, kevés jel mutat arra, hogy érdekelt lett volna a pápaság által életbe léptetett egyházi reformmozgalomban. IX. Leó pápa indította el a később Gergely-reformok néven híressé vált mozgalmat, amelynek célja a papság életvitelének a javítása és a szimónia felszámolása volt. 1049-ben IX. Leó hivatalosan is kinyilvánította, hogy nagyobb figyelmet kíván szentelni az angol egyházra, és szigorúbban meg fogja vizsgálni a püspöki jelölteket, mielőtt még kinevezné őket. Az némileg megbékíthettette Leót, hogy Eduárd Róbertet nevezte ki Ethelric helyett, azt remélve, hogy ezzel azt jelezték, hogy az angol korona nem ellenzi egészében a reformfolyamatokat.
Ez állt annak hátterében, hogy Róbert megtagadta Spearlhafoc felszentelését, de nincs más bizonyíték arra vonatkozóan, hogy támogatta volna a reformmozgalmat. Az az állítása is, hogy a felszentelést a pápa tagadta meg, egyszerű ürügynek tűnik, semmint a reformok akármilyen szintű valós támogatásának. Több arra utaló jel is van, amelyek szerint Spearhafoc Godwin szövetségese volt, és kinevezését Æthelric ki nem nevezéséért adott ellenszolgáltatásnak tartották Ha ez igaz, akkor a kinevezés megtagadása összefüggésben lehet az érsek és a gróf között egyre inkább elmérgesedő viszonnyal.

## Udvari tanácsadó

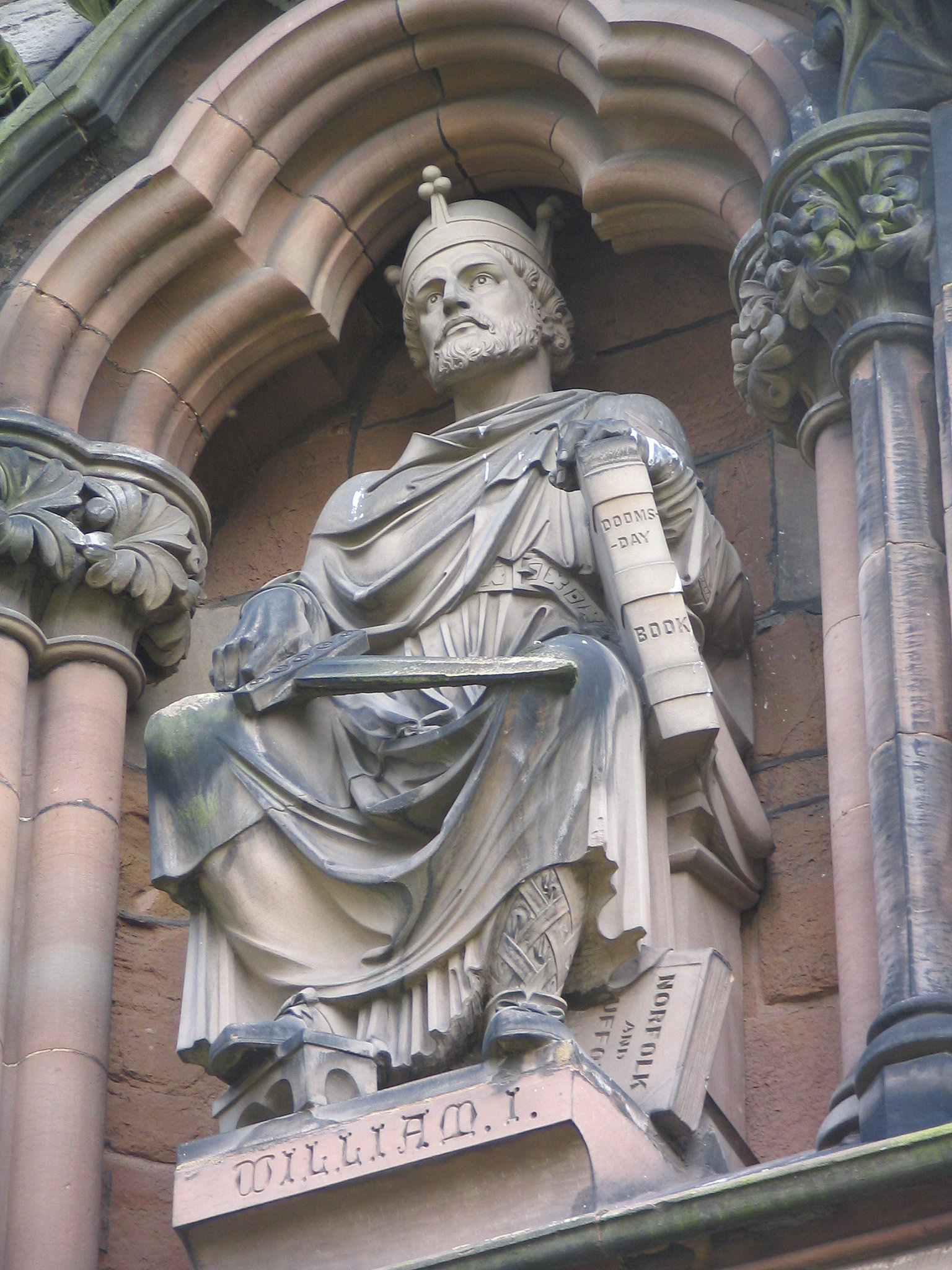
Hódító Vilmos szobra Lichfieldben

A Life of Saint Edward (Szent Eduárd élete) azt állítja, hogy míg Godwin száműzetésben volt, Róbert megpróbálta a királyt rábeszélni, hogy váljon el Edit királynétól, Godwin lányától. de Eduárd nem hallgatott a tanácsra, hanem inkább apácazárdába küldte nejét. Ehhez azonban meg kell jegyezni, hogy a Life egy szentek életéről íródó mű formájában megfogalmazott, Eduárd halálát követően készített irodalmi alkotás. Célja az volt, hogy Eduárdot szentnek ábrázolja. Így valószínűtlen, hogy Eduárd önszántából a cölibátust választotta volna, s erre más forrásban sem fedezhető fel utalás. Napjaink történészei egyre inkább úgy gondolják, hogy Eduárd Róbert sürgetésére akart elválni Edittől, hogy legyen utódja, s így biztosítva legyen az angol trón utódlása, de az is elképzelhető, hogy csak meg akart tőle szabadulni, de úgy, hogy közben nem válnak el.
Godwin száműzetése alatt egyes állítások szerint Róbertet a király egy megbízatással Vilmos normann herceghez küldte. A küldetés célja bizonytalan. Jumièges-i Vilmos azt mondja, Róbert azért ment Vilmoshoz, hogy elmondja neki, a király őt akarja utódjának kinevezni az angol trónra. Poitiers-i Vilmos ugyanezt az indokot hozta fel, de hozzáteszi, hogy Róbert kísérőnek magával vitte Godwin fiát, Wulfnotht és unokáját, Sweyn fiát, Hakont is. Az Angolszász krónika hallgat a látogatásról, tehát nem lehetünk biztosak abban, hogy Róbert valóban ellátogatott-e Normandiába, vagy sem, s ha igen, akkor ottlétének mi volt a célja. Mindezen, az állítólagosan Róbert részvételével történt missziók elbeszélése zavaros, és olyan, bonyolító tényezők is szerepelnek bennük, melyeket a normann hódítást követően a normann krónikások írtak bele, s így bizonytalan, hogy Róbert valóban volt-e Normandiában, vagy Godwin száműzetése után kapott palliumot, esetleg kétszer vagy talán egyszer sem volt normann területen.

## Elűzése, halála és öröksége
Miután Godwin elhagyta Angliát, Flandriába hajózott, összegyűjtött egy hajóhadat, és zsoldos katonákat toborzott, hogy kikényszerítse a királytól, hogy visszatérhessen a szigetre. 1052 nyarán Godwin visszatért Angliába, ahol fiai fogadták, akik megszállták az Ír-szigetet. Szeptemberben már Londonnál voltak, ahol Stigand, Winchester érsekének közreműködésével tárgyalások folytak a király és a báró között. Mikor nyilvánvalóvá vált, hogy Godwin vissza akar térni a szigetre, Róbert Dorcesteri Ulf és Londoni Vilmos érsekekkel gyorsan elhagyta Angliát. Lehet, hogy Eduárd király engedélyével vagy anélkül, de túszul magával vitte Wulfnothot és Hakont is. Róbertet törvényen kívülinek nyilvánították és 1052. szeptember 14-én egy királyi tanács megfosztotta érseki rangjától. Ennek valószínűleg az lehetett az oka, hogy a visszatérő Godwin úgy érezte, száműzetése hátterében Róbert és számos más normann állt. Róbert Rómába utazott, hogy elpanaszolja száműzetését a pápának, ahol ezt követően IX. Leó és az őt követő pápák nem szentelték fel Stigandot, Eduárd választottját a canterburyi érsekség élére. Róbert személyes vagyonát Godwin báró, Harold Godwin és a királyné között osztották fel.
Róbert Jumièges-ben halt meg, de ennek időpontja bizonytalan. Több dátumot is megjelölnek halála napjának. Ian Walker, Harold életrajzírója 1053 és 1055 közé teszi az elhalálozás idejét, de H. E. J. Cowdrey az Oxford Dictionary of National Biographynak a Róbertről szóló szakaszának írója azt állítja, 1052. vagy 1055. május 26-án halt meg. Egy másik történész, H. R. Loyn úgy véli, legvalószínűbb, hogy Róbert 1053-ban halt meg.
Róbert meghurcoltatása volt Hódító Vilmos egyik indoka, hogy miért támadta meg Angliát. A másik az volt, hogy Eduárd életében őt nevezte meg örököséül. Ian Walker történész, Harold Godwinson életrajzírója úgy sejti, hogy a Godwin visszatérte után elmenekült Róbert volt az, aki arról tanúskodott, hogy Eduárd Vilmos herceget nevezte meg utódjaként. Mindazonáltal ez ellentmond David Douglasnek, Hódító Vilmos életrajzírójának nézetével, mely szerint Róbert csupán átadta azt Eduárd döntéséről az üzenetet, mialatt Rómába ment palliumért. Sok középkori krónika, többek között a Life of Saint Edward szerint, Eduárd és Godwin 1051–1052-es ellenségeskedése Róbert miatt robbant ki. A mai történészek úgy tekintenek Róbertre, mint egy ambiciózus, ám a politikához nem nagy érzékkel rendelkező emberre.

## A művészetek támogatója
Eléggé élesen elkülönül utódjától, Stigandtól abban a tekintetben, hogy Róbert nem számít az angliai templomok kiemelkedő támogatói közé, de több olyan angliai egyházi kincsről tudunk, amelyeket a Jumiéges-nek adott át. Ez egy olyan folyamatnak volt a kezdete, mely – a kincsek Normandiába szállítása – később a normann hódítás után nagy méreteket öltött. Ezek közé tartozik Szent Bálint fejereklyéje is, amit Normandiai Emma vitt el, s nemrég adták vissza a winchesteri katedrálisnak. Bár a winchesteri fej a helyén maradt, egy másikat a helyére tettek Jumièges-ben, mert „bár titokban ellopták a fejet, vagy annak nagyobb darabját, és szerzeteseinek csak az üres capsa maradt”, melynek hódolhatnak. A négy legfontosabb fennmaradt késő angolszász kódex szintén ugyanilyen módon tűnt el az országból, s valószínűleg így menekültek meg a nagy angliai könyvtártüzektől. Két külföldre került könyve közül az egyik, az úgynevezett Jumièges-i Róbert misekönyve, egy szentek életét bemutató könyv stílusában íródott irat, melyből 13 oldalas miniatúra teljesen épen maradt ránk. Ezek között megtalálható Róbert kézírásával a London püspökeként írt adományozó levele Jumièges-nek, a másik pedig az úgynevezett Róbert érsek zsoltároskönyve, pontosabban egy pontifikále, melynek három oldala maradt fenn épen. Az utóbbit Róbertnek az érseki széken előtte regnáló elődje, Æthelgar felügyelhette készítését. Ő 988–990 között töltötte be ezt a tisztséget. Ezzel szemben az is elképzelhető, hogy a Róbert érsek nem őt, hanem Emma testvérét, Rouen 990 és 1037 közötti érsekét, II. Róbertet jelölte. Ezek a winchesteri stílusban készült kéziratok voltak a leginkább megmunkált és leginkább feldíszített iratok, melyekről tudható, hogy Normandiába kerültek. Ebből a szempontból lényegtelen, hogy a normann megszállás előtti vagy utáni időszakról beszélünk.
Mielőtt Angliába érkezett volna, Róbert elkezdett egy új templomot építeni Jumièges-ben, melyet új, román építészeti stílusban kezdett el építtetni. Később népszerűvé vált ez a stílus, és Rhinelandból bevezette Normandiában a westwerket, a kéttornyú nyugati homlokzatot. Mikor visszatért Normandiába, ott folytatta az építkezést, és az apátság templomát egészen 1067-ig nem fejezték be. Bár a kórus helye az idők folyamán megsemmisült, a fő- és kereszthajók fennmaradtak. Róbert valószínűleg hatással volt Hitvalló Eduárdra a westminsteri apátság, Malmesburyi Vilmos írásai alapján az első angliai román stílusban épült templom újbóli felépítésében. Eduárd az építkezést 1050 környékén kezdte el, és haláláig, 1065-ig dolgozott rajta. Az egyik vezető kőműves fennmaradt neve, „Teinfrith the churchwright” külföldi származásra utal, és valószínű, hogy Róbert normann kőműveseket hozatott a tenger túlpartjáról, bár maradtak fenn angol nevek is. Lehet, hogy westminsteri apátság hatással volt a Jumièges-i építkezésekre. Ennek jelei között megtalálható, hogy a két árkádszerkezet nagyon hasonlít egymásra, mindkettőt egy Normandiában ritka stílusban készítették el. A korai román építkezési stílust a hódítás után az angol–normann magas román stílus váltotta fel, melynek ékes példái a Lanfranc által építtetett canterburyi katedrális és a caeni Abbaye-aux-Hommes.

## Fordítás
- Ez a szócikk részben vagy egészben  a   Robert of Jumièges című angol Wikipédia-szócikk ezen változatának fordításán alapul.  Az eredeti cikk szerkesztőit annak laptörténete sorolja fel. Ez a jelzés csupán a megfogalmazás eredetét és a szerzői jogokat jelzi, nem szolgál a cikkben szereplő információk forrásmegjelöléseként.